# Royal Rumble 2007
Royal Rumble 2007 è stata la ventesima edizione dell'omonimo pay-per-view prodotto dalla WWE. L'evento si è svolto il 28 gennaio 2007 all'AT&T Center di San Antonio.

## Storyline
La rivalità principale del roster di Raw fu quella per il WWE Championship tra il campione John Cena e lo sfidante Umaga. Nel pay-per-view precedente, New Year's Revolution, Cena sconfisse Umaga interrompendo la sua striscia di imbattibilità e mantenne il WWE Championship. La sera successiva, a Raw, Armando Alejandro Estrada, manager di Umaga, chiese una rivincita a Cena, che accettò. Nella stessa sera, durante il match tra Cena e The Great Khali, Umaga interferì e attaccò Cena. La settimana seguente ci fu la firma del contratto per la loro rivincita alla Royal Rumble. Dopo essere stato annunciato che Estrada avrebbe potuto scegliere qualsiasi tipo di incontro, Estrada scelse un Last Man Standing match. Dopo aver firmato il contratto, Cena attaccò Umaga e Estrada. Nella puntata di Raw del 22 gennaio, dopo che Cena fu eliminato in una Battle Royal, Umaga lo attaccò infortunandolo alla milza.
La rivalità principale per quanto riguarda il roster di SmackDown!, fu quella per il World Heavyweight Championship tra il campione Batista e Mr. Kennedy. Nella puntata di SmackDown! del 5 gennaio, venne indetto un Beat the clock Challenge per determinare il contendente numero uno al titolo dei pesi massimi, Mr. Kennedy sconfisse Chris Benoit in quasi cinque minuti. La settimana successiva a SmackDown!, si svolse l'ultimo match del Beat the clock Challenge tra The Undertaker e The Miz, Kennedy intervenne trascinando fuori dal ring Miz dopo che quest'ultimo aveva subito una Tombstone Piledriver, dopo che il tempo scadde, Kennedy divenne il contendente numero uno al World Heavyweight Championship. La settimana seguente, The Undertaker affrontò Kennedy in un incontro, in cui se avesse vinto sarebbe stato aggiunto al match per il titolo. Durante l'incontro, Kennedy provocò Batista che per tutta risposta lo attaccò facendo squalificare The Undertaker. Da risultato, l'incontro rimase un single match tra Batista e Kennedy.
Nella puntata della ECW del 2 gennaio ci fu un match per l'ECW World Championship tra il campione Bobby Lashley, che conquistò il titolo nell'Extreme Elimination Chamber match di December to Dismember, e Rob Van Dam, ma tale incontro terminò in no-contest. La settimana successiva, Van Dam ebbe un'altra opportunità titolata contro Lashley, ma Test interferì attaccando entrambi. Nella puntata della ECW del 16 gennaio ci fu un Triple Threat match tra Lashley, Van Dam e Test, in cui il campione mantenne la cintura, ma al termine della contesa venne attaccato da Test. La settimana successiva venne dunque annunciato che Lashley avrebbe difeso l'ECW World Championship contro Test alla Royal Rumble.

## Evento
Prima della messa in onda dell'evento, JTG sconfisse Lance Cade.

### Match preliminari
L'evento si aprì con il match tra gli Hardy Boyz (Jeff Hardy e Matt Hardy) e gli MNM (Joey Mercury e Johnny Nitro). Durante le fasi iniziali, gli Hardy Boyz controllarono la contesa dopo che Matt colpì Nitro con una swinging neckbreaker. Successivamente gli MNM si portarono in vantaggio dopo che Nitro colpì ripetutamente la mascella infortunata di Matt. Dopo aver ricevuto il cambio da Matt, Jeff eseguì un sit-out facebuster su Nitro per poi colpirlo con il Whisper in the Wind e schienarlo; tuttavia Mercury interruppe lo schienamento sul suo compagno. Dopo aver colpito Mercury con un back suplex, Matt eseguì insieme a Jeff un double vertical suplex su Nitro per poi colpire quest'ultimo con un diving leg drop dal paletto. Dopo un breve dominio degli MNM su Jeff, Matt diventò l'uomo legale e colpì Nitro prima con uno splash all'angolo e poi con un double axe handle dal paletto. Dopo aver contrattaccato la Snapshot degli MNM, gli Hardy Boyz eseguirono il Poetry in Motion su Mercury per poi tentarlo anche su Nitro; tuttavia questi evitò la manovra. Nel finale, dopo che Matt eseguì la Twist of Fate su Nitro, Jeff (nel frattempo diventato l'uomo legale) colpì lo stesso Nitro con la Swanton Bomb per poi schienarlo e vincere il match insieme al fratello.
Il secondo match della serata fu quello valevole per l'ECW World Championship tra il campione Bobby Lashley e lo sfidante Test. Durante le fasi iniziali, Lashley si portò in vantaggio nei confronti di Test colpendolo prima con un T-Bone Suplex e poi con un notevole vertical suplex. In seguito a svariate scorrettezze, Test iniziò a controllare la contesa dopo che lanciò Lashley contro un paletto di sostegno del ring, danneggiandogli una spalla. Sfruttando il colpo inflittogli, Test eseguì il Big Boot su Lashley per poi schienarlo; tuttavia il campione si liberò dallo schienamento dopo un conto di due. Dopo essere stato colpito da un belly to belly suplex e una clothesline di Lashley, Test rimase all'esterno del ring perdendo volontariamente il match per count-out. Dopo aver vinto in questa maniera l'incontro e aver mantenuto il titolo, Lashley attaccò Test per poi colpirlo con una running powerslam.

### Match principali
Il successivo incontro fu quello valevole per il World Heavyweight Championship tra il campione Batista e lo sfidante Mr. Kennedy. Durante le fasi iniziali, Batista dominò letteralmente Kennedy finché quest'ultimo non reagì spingendolo contro dei gradoni d'acciaio, danneggiandogli la gamba sinistra. Dopo aver applicato continue prese di sottomissione al ginocchio del campione, Kennedy subì una spinebuster di Batista. Successivamente Batista eseguì a fatica una clothesline, un back bodydrop, un body slam e un samoan drop su Kennedy per poi tentare di colpirlo con la Batista Bomb; tuttavia lo stesso Kennedy spinse Batista contro l'arbitro, che andò KO. Sfruttando il momento, Kennedy colpì prima Batista con un colpo basso e poi con un neckbreaker. Dopo che l'arbitro si riprese, Kennedy colpì Batista con un big boot e una DDT per poi schienarlo; tuttavia il campione si liberò al conteggio di due. Kennedy tentò quindi un attacco aereo, però Batista evitò la manovra colpendolo in mezz'aria con una clothesline. Nel finale, Batista eseguì la Batista Bomb su Kennedy e lo schienò per vincere il match e mantenere il titolo.
Il quarto incontro fu il Last Man Standing match valevole per il WWE Championship tra il campione John Cena e lo sfidante Umaga. Durante la fasi iniziali, Umaga dominò Cena colpendolo svariate volte all'addome infortunato per poi lanciarlo contro dei gradoni d'acciaio. Successivamente Cena reagì colpendo violentemente Umaga al volto con i gradoni. Dopo essersi rialzato, Umaga eseguì uno spinning heel kick su Cena per poi colpirlo con un belly to belly suplex. In seguito Umaga provò a colpire ancora una volta Cena con i gradoni; tuttavia quest'ultimo evitò l'impatto colpendolo, a sua volta, con gli stessi gradoni. Cena tentò poi uno splash dal paletto, ma Umaga lo bloccò al volo per poi stenderlo con una sidewalk slam. Dopo aver schivato una mossa dell'avversario, Cena colpì prima Umaga con una Protobomb sui gradoni e poi con il Five Knuckle Shuffle. Cena tentò quindi la F-U, però non riuscì ad eseguirla poiché Umaga gli fece sbattere la testa contro i gradoni, causandogli una vistosa ferita al volto. Dopo essersi rialzato al conteggio di nove, Cena subì un violento samoan drop di Umaga il quale, poco dopo, tentò il Samoan Spike che, però, fallì perché Cena lo colpì con un flying leg drop. Dopo aver attaccato Armando Alejandro Estrada (manager di Umaga), Cena colpì Umaga al volto con un monitor televisivo. Dopo essersi incredibilmente rialzato, Umaga gettò Cena contro un paletto di sostegno del ring per poi posizionarlo sopra un tavolo dei commentatori. Umaga tentò poi un diving headbutt, tuttavia Cena si spostò facendo schiantare lo stesso Umaga attraverso il tavolo. Dopo che Umaga si rimise in piedi al conteggio di nove, Estrada staccò l'intera terza corda del ring per poi darla ad Umaga il quale tentò di utilizzarla per colpirci Cena che, però, lo sorprese stendendolo con la F-U. Pochi istanti dopo, Cena applicò la STFU su Umaga con l'ausilio della terza corda. Nel finale, dopo essere stato strangolato con la corda, Umaga perse lentamente i sensi e non riuscì a rialzarsi entro il conteggio di dieci. Cena vinse dunque il match per mantenere il titolo.
Il main event fu il Royal Rumble match. L'incontro iniziò con Ric Flair e Finlay, che entrarono rispettivamente con il numero #1 e numero #2. Dopo uno statico batti e ribatti tra i due, Kenny Dykstra (numero #3) entrò sul ring attaccandosi vicendevolmente con Flair. Successivamente Matt Hardy (numero #4) attaccò Dykstra per poi colpirlo con il Side Effect. In seguito fu il turno del World Tag Team Champion Edge (numero #5) che eseguì la Spear sia su Flair che su Finlay, salvo poi venir colpito dalla Twist of Fate di Hardy. Dopo essersi ripreso, Edge eliminò prima Flair e poi anche Dykstra dal match. Poco dopo, Tommy Dreamer (numero #6) attaccò immediatamente Edge con un low dropkick all'angolo; salvo poi subire una clothesline di Finlay. Pochi attimi dopo fu il turno di Sabu (numero #7), il quale posizionò un tavolo all'esterno del ring prima di entrare a far parte della contesa. Una volta salito sul quadrato, Sabu eseguì una springboard DDT su Dreamer. Successivamente anche il Cruiserweight Champion Gregory Helms (numero #8), Shelton Benjamin (numero #9) e Kane (numero #10) entrarono sul ring, con quest'ultimo che dominò tutti i partecipanti per poi eseguire la Chokeslam su Edge. Dopo aver eliminato Dreamer dalla contesa, Kane eliminò anche Sabu colpendolo con una Chokeslam attraverso il tavolo posto in precedenza da quest'ultimo a bordo ring. Dopo che CM Punk (numero #11) eseguì un running enzuigiri su Edge, King Booker (numero #12) eliminò Helms dall'incontro. In seguito entrarono Super Crazy (numero #13) e l'Intercontinental Champion Jeff Hardy (numero #14), con quest'ultimo che si unì al fratello Matt per colpire prima Finlay, Edge e Super Crazy con dei double vertical suplex e poi Kane con il Poetry in Motion. The Sandman (numero #15) arrivò sul quadrato e colpì gran parte dei partecipanti con una kendo stick, salvo poi venir eliminato da Booker dopo pochi secondi. Pochi istanti dopo fu il turno dell'altro World Tag Team Champion Randy Orton (numero #16), il quale si unì subito al suo compagno Edge per eliminare Super Crazy. Edge e Orton continuarono poi a lavorare in coppia eliminando rispettivamente Jeff e Matt dalla contesa. Dopo essere entrato, lo United States Champion Chris Benoit (numero #17) eseguì dei german suplex su Finlay, Booker e Benjamin. Dopo l'entrata di Rob Van Dam (numero #18), il quale colpì Benjamin con uno spinning heel kick, Kane eliminò Booker dal match. In seguito all'eliminazione patita, Booker tornò illegalmente sul ring per poi colpire Kane con lo Scissor Kick ed eliminarlo a sua volta. Dopo le entrate di Viscera (numero #19), Johnny Nitro (numero #20), Kevin Thorn (numero #21) e Hardcore Holly (numero #22), Shawn Michaels (numero #23) eliminò Finlay per poi eseguire la Sweet Chin Music su Viscera, consentendo a ben otto partecipanti di eliminarlo dalla contesa. Dopo che Michaels eliminò anche Benjamin, Chris Masters (numero #24) arrivò sul ring. Durante l'entrata di Chavo Guerrero (numero #25), Benoit eliminò prima Nitro e poi anche Thorn. Dopo l'entrata di Montel Vontavious Porter (numero #26), Van Dam eliminò Masters dal match. Successivamente entrarono Carlito (numero #27) e The Great Khali (numero #28), con quest'ultimo che dominò letteralmente tutti i partecipanti per poi eliminare Holly e Benoit. Dopo essere entrato, The Miz (numero #29) venne immediatamente eliminato da Khali il quale eliminò in sequenza anche Van Dam, Punk, Carlito e Guerrero. Dopo che Khali eseguì la Khali Bomb su Michaels, The Undertaker (numero #30) entrò per ultimo fronteggiando subito lo stesso Khali. Dopo vari scambi di colpi, The Undertaker eliminò incredibilmente Khali dall'incontro. In seguito all'esecuzione della Old School, The Undertaker eliminò anche MVP. Gli ultimi quattro partecipanti a rimanere sul ring furono quindi Edge, Orton, Michaels e The Undertaker. Dopo aver tentato di eliminare Edge, The Undertaker venne colpito con una sedia da Orton il quale, pochi istanti dopo, eseguì una fulminea RKO su Michaels. Successivamente The Undertaker reagì e colpì sia Edge che Orton con una clothesline per poi eseguire lo snake eyes e un big boot sul primo. Mentre The Undertaker stava tentando la Chokeslam su Orton, Edge intervenne colpendo con una Spear lo stesso Undertaker per salvare il suo compagno. Dopo che Edge colpì violentemente The Undertaker al volto con una sedia, Michaels si rialzò ed eliminò Orton dalla contesa dopo l'esecuzione di un back bodydrop oltre le corde. Edge tentò di colpire Michaels con la sedia, ma questi schivò l'attacco per poi eliminare anche lo stesso Edge dopo l'esecuzione della Sweet Chin Music. Michaels e The Undertaker si giocarono dunque l'accesso ad un incontro titolato a WrestleMania 23. Pochi attimi dopo, The Undertaker tentò un big boot all'angolo, ma Michaels schivò la manovra colpendolo con un neckbreaker. Dopo aver eseguito il diving elbow drop dal paletto, Michaels tentò la Sweet Chin Music che, però, fallì poiché The Undertaker lo bloccò per poi stenderlo con la Chokeslam. In seguito The Undertaker tentò il Tombstone Piledriver, però Michaels rovesciò la mossa colpendolo con la Sweet Chin Music. Nel finale, dopo aver contrattaccato una seconda Sweet Chin Music, The Undertaker sollevò Michaels e lo gettò oltre la terza corda per vincere la contesa.

## Risultati
| #    | Incontri                                                            | Stipulazioni                                       | Durata |
| ---- | ------------------------------------------------------------------- | -------------------------------------------------- | ------ |
| Dark | JTG (con Shad Gaspard) ha sconfitto Lance Cade (con Trevor Murdoch) | Single match                                       | —      |
| 1    | The Hardy Boyz hanno sconfitto MNM (con Melina)                     | Tag team match                                     | 15:27  |
| 2    | Bobby Lashley (c) ha sconfitto Test per count-out                   | Single match per l'ECW World Championship          | 07:18  |
| 3    | Batista (c) ha sconfitto Mr. Kennedy                                | Single match per il World Heavyweight Championship | 10:29  |
| 4    | John Cena (c) ha sconfitto Umaga (con Armando Alejandro Estrada)    | Last man standing match per il WWE Championship    | 23:09  |
| 5    | The Undertaker ha vinto eliminando per ultimo Shawn Michaels        | Royal rumble match                                 | 56:18  |

## Royal rumble match

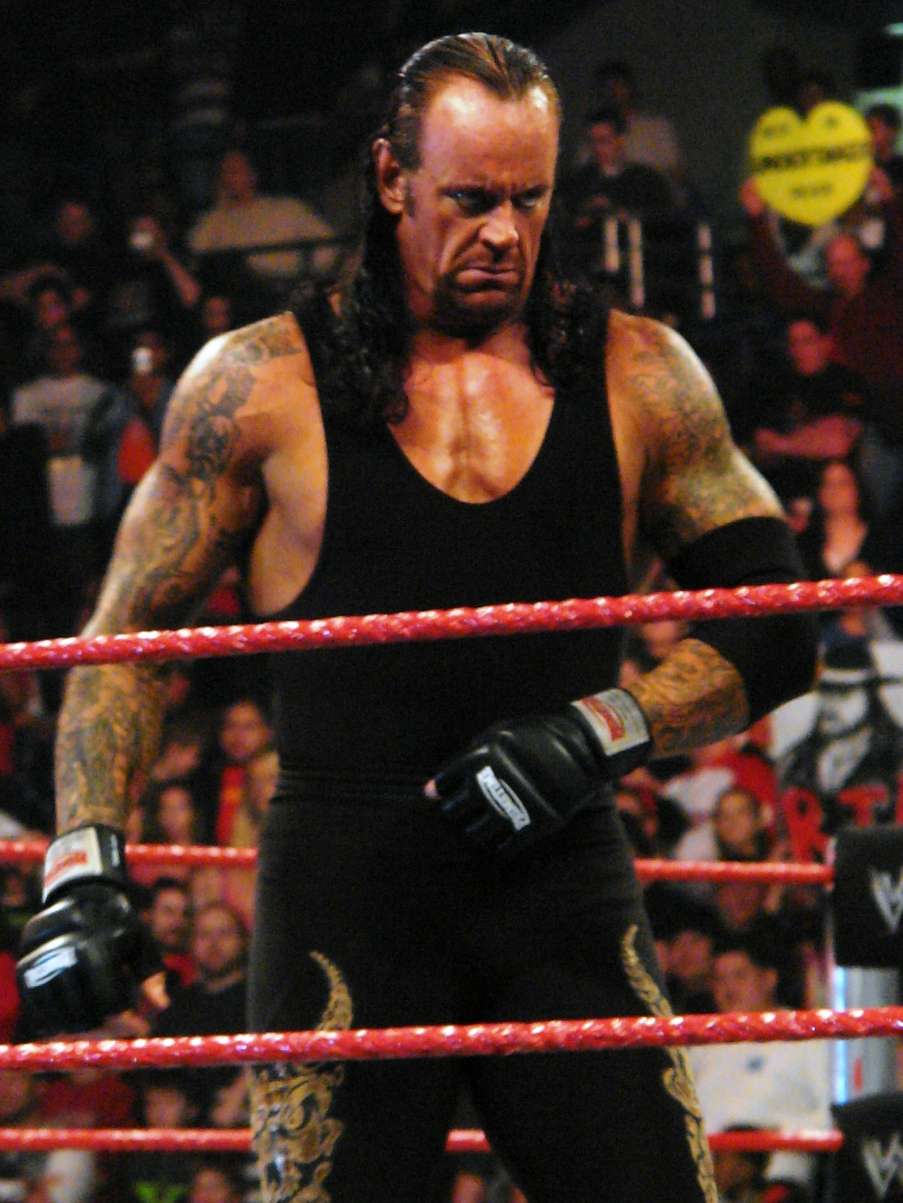
The Undertaker, vincitore del Royal rumble match

– Wrestler di Raw
     – Wrestler di SmackDown
     – Wrestler della ECW
     – Vincitore
| #   | Superstar        | Ordine | Eliminato da                                                                                           | Tempo | N° eliminazioni |
| --- | ---------------- | ------ | --- | ----- | --------------- |
| 1°  | Ric Flair        | 1°     | Edge                                                                                                   | 05:40 | 0               |
| 2°  | Finlay           | 12°    | Shawn Michaels                                                                                         | 32:33 | 0               |
| 3°  | Kenny Dykstra    | 2°     | Edge                                                                                                   | 04:05 | 0               |
| 4°  | Matt Hardy       | 9°     | Randy Orton                                                                                            | 18:55 | 0               |
| 5°  | Edge             | 28°    | Shawn Michaels                                                                                         | 44:02 | 5               |
| 6°  | Tommy Dreamer    | 3°     | Kane                                                                                                   | 06:41 | 0               |
| 7°  | Sabu             | 4°     | Kane                                                                                                   | 05:28 | 0               |
| 8°  | Gregory Helms    | 5°     | King Booker                                                                                            | 06:50 | 0               |
| 9°  | Shelton Benjamin | 14°    | Shawn Michaels                                                                                         | 22:22 | 1               |
| 10° | Kane             | 11°    | King Booker                                                                                            | 13:21 | 3               |
| 11° | CM Punk          | 22°    | The Great Khali                                                                                        | 27:16 | 1               |
| 12° | King Booker      | 10°    | Kane                                                                                                   | 09:22 | 3               |
| 13° | Super Crazy      | 7°     | Edge e Randy Orton                                                                                     | 04:32 | 0               |
| 14° | Jeff Hardy       | 8      | Edge                                                                                                   | 03:39 | 0               |
| 15° | The Sandman      | 6°     | King Booker                                                                                            | 00:13 | 0               |
| 16° | Randy Orton      | 27°    | Shawn Michaels                                                                                         | 27:15 | 2               |
| 17° | Chris Benoit     | 19°    | The Great Khali                                                                                        | 17:52 | 3               |
| 18° | Rob Van Dam      | 21°    | The Great Khali                                                                                        | 16:28 | 2               |
| 19° | Viscera          | 13°    | Chris Benoit, CM Punk, Edge, Hardcore Holly, Johnny Nitro, Kevin Thorn, Rob Van Dam e Shelton Benjamin | 06:22 | 0               |
| 20° | Johnny Nitro     | 15°    | Chris Benoit                                                                                           | 06:18 | 2               |
| 21° | Kevin Thorn      | 16°    | Chris Benoit                                                                                           | 06:15 | 1               |
| 22° | Hardcore Holly   | 18°    | The Great Khali                                                                                        | 10:21 | 1               |
| 23° | Shawn Michaels   | 29°    | The Undertaker                                                                                         | 24:11 | 4               |
| 24° | Chris Masters    | 17°    | Rob Van Dam                                                                                            | 03:32 | 0               |
| 25° | Chavo Guerrero   | 24°    | The Great Khali                                                                                        | 06:24 | 0               |
| 26° | MVP              | 26°    | The Undertaker                                                                                         | 07:32 | 0               |
| 27° | Carlito          | 23°    | The Great Khali                                                                                        | 03:19 | 0               |
| 28° | The Great Khali  | 25°    | The Undertaker                                                                                         | 03:32 | 7               |
| 29° | The Miz          | 20°    | The Great Khali                                                                                        | 00:07 | 0               |
| 30° | The Undertaker   | —      | Vincitore                                                                                              | 13:15 | 3               |